# NGC 2746
NGC 2746 is een balkspiraalstelsel in het sterrenbeeld Lynx. Het hemelobject werd op 10 maart 1790 ontdekt door de Duits-Britse astronoom William Herschel.

## Synoniemen
- UGC 4770
- MCG 6-20-23
- ZWG 180.32
- KARA 298
- IRAS09028+3535
- PGC 25533